# Kirjat Menachem Begin

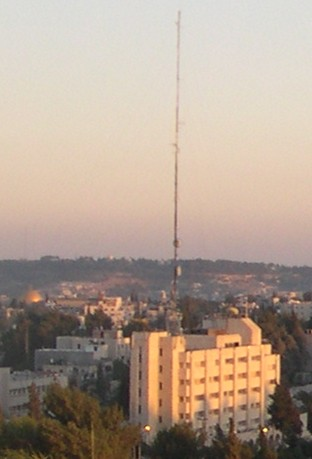
Zástavba v Kirjat Menachem Begin, pohled z Giv'at ha-Mivtar

Kirjat Menachem Begin (hebrejsky: קריית מנחם בגין, doslova Město Menachema Begina) je židovská čtvrť v centrální části Jeruzaléma v Izraeli, ležící ve Východním Jeruzalému, tedy v části města, která byla okupována Izraelem v roce 1967 a začleněna do hranic Jeruzaléma. Je pojmenována po bývalém premiérovi Menachemu Beginovi.

## Dějiny
Jde o komplex několika budov veřejného celostátního významu. Alternativně bývá nazýván též Kirjat ha-Memšala, קריית הממשלה, Vládní město (nezaměňovat s Kirjat ha-Memšala v západní části Jeruzaléma). Zdejší komplex sestává z objektu Ministerstva bydlení a výstavby Izraele, Ministerstva vnitřní bezpečnosti Izraele a Ministerstva vědy a technologie Izraele.

## Geografie
Leží v nadmořské výšce necelých 800 metrů, cca 2 kilometry severně od Starého Města. Na jihu s ní sousedí arabská čtvrť Šejch Džarach, na východě areál britského hřbitova a dále k východu se zvedá hora Skopus, na níž stojí kampus Hebrejské univerzity. Na severu odtud se rozkládají židovské čtvrtě ha-Giva ha-Carfatit a Giv'at ha-Mivtar, na západě rovněž židovská Ma'alot Dafna. Prochází jí dálnice číslo 60 (Sderot Chajim Bar Lev). V roce 2011 byla podél ní dobudována tramvajová trať.